# Sątoczek
Sątoczek (niem. Klein Leunenburg) – osada w Polsce położona w województwie warmińsko-mazurskim, w powiecie kętrzyńskim, w gminie Korsze.
W latach 1975–1998 miejscowość administracyjnie należała do województwa olsztyńskiego. Wchodzi w skład sołectwa Bykowo.